# Mr. Richards
«Mr. Richards» es la octava canción del álbum de estudio, publicado en 2008 por la banda procedente de Athens, Georgia, R.E.M.
La canción Mr. Richards tiene un fuerte carácter rock, al igual que la mayoría de las canciones del álbum.
Mr. Richards tiene una cierta coincidencia con What's the Frequency, Kenneth?
Aunque se pensaba en un primer momento que podía hacer referencia a Michael Richards, lo cierto es que información posterior ha revelado que podía tratarse de Dick Cheney.